# 乌布·伊沃克斯
烏伯·艾維克·「烏布」·伊沃克斯（英語：Ubbe Eert "Ub" Iwerks，1901年3月24日—1971年7月7日），簡稱烏布·伊沃克斯，是一位美國的動畫師、漫畫家、電影製片人、發明家、特效技師，美国著名导演華特·迪士尼的老友及最早的伙伴，兩人於1919年在堪薩斯城的一家藝術工作室工作時相識。並與華特·迪士尼其兄洛伊·O·迪士尼一同創辦了世界著名的华特迪士尼公司，是「米老鼠」最早的創作者之一。
伊沃克斯曾經有一段時間在當地的一家報業公司擔任插畫家。1922年，當華特·迪士尼開始了他獨自的動畫片事業時，伊沃克斯加入了迪士尼早期的工作室室歡笑動畫工作室，並擔任該工作室的動畫短片系列的首席動畫師。工作室於1921年成立，但是由於在1923年迪士尼因面臨財務問題而宣布破產，之後伊沃克斯隨迪士尼遷至洛杉磯。之後在1925年伊沃克斯設計出了一個動畫人物「幸運兔奧斯華」，而後在播出第一部由這個角色主演的《可憐的爸爸》動畫短片之後，環球影業和溫克勒影業製作公司（Winkler Pictures production company）都要求重新設計該短片角色。在迪士尼的堅持下，直到9月5日推出了由「幸運兔奧斯華」主演的第二部動畫短片《小車故障》後，這個角色才獲得了許多影業和觀眾的認可。後來伊沃克斯也為工作室設計了許多新角色，其中包括「克拉貝兒」和「賀瑞斯」的設計。
伊沃克斯對於動畫最久的貢獻之一是迪士尼繪製的一幅草圖的精緻版本，後來製作成了「米老鼠」。伊沃克斯還曾經在工作室負責過《糊塗交響曲》、《汽船威利號》、《穀倉之舞》、《骷髏舞》及《鬼屋》等動畫製作。1930年1月，伊沃克斯因為與華特·迪士尼的糾紛而辭職，因為當時迪士尼的動畫短片幾乎都是由伊沃克斯製作的，但他當時卻沒有得到任何讚譽，他也因此憤而離開了迪士尼公司。離開迪士尼之後，伊沃克斯開創成立了自己的工作室，並且以伊沃克斯工作室的名義創作了「翻轉青蛙」和「威利·華珀」等角色，並根據與米高梅的合約創作了《ComiColor Cartoons》卡通系列，但新工作室未能與其競爭對手抗衡。後來伊沃克斯為華納兄弟卡通公司執導了兩部《樂一通》卡通短片，也為幕寶電影公司《色彩狂想曲》執導了幾部卡通短片。1940年，伊沃克斯再次回到了迪士尼，並開始為1946年的《南方之歌》等作品從事特殊視覺效果工作。
伊沃克斯於1927年與妻子米爾德里德·莎拉·亨德森（Mildred Sarah Henderson）結婚，育有2子，包括後來的前迪士尼高層唐·伊沃克斯。1971年7月，伊沃克斯因心臟病去世，享年70歲。1989年，伊沃克斯被譽為「迪士尼傳奇人物」稱號。伊沃克斯曾獲三項奧斯卡獎提名，並最終獲獎。1978年，他被追授安妮獎溫瑟·麥凱獎。2017年，伊沃克斯被追授視覺效果工會名人堂獎。

## 生平
伊沃克斯被認為是華特·迪士尼的老朋友，並且花費了人生大半的事業生涯在迪士尼。他負責最早期的迪士尼的動畫片。1922年，當華特·迪士尼開始了他獨自的動畫片事業時，伊沃克斯加入了他並成為首席動畫師。
於1925年與華特·迪士尼於華特迪士尼動畫工作室在早期創作一動畫人物「幸運兔奧斯華」。

### 早年
伊沃克斯於1901年3月24日出生於密蘇里州堪薩斯城，他的父親是東弗里斯蘭烏圖姆村移民，他於1869年左右移民至美國。伊沃克斯在10歲多左右時，他的父親放棄了他，迫使他輟學並出去工作來贍養母親。從此，伊沃克斯開始鄙視他的父親，從不談論他。後來伊沃克斯得知父親的去世消息，但伊沃克斯卻說：「把他扔進溝裡。」
伊沃克斯就讀於阿什蘭文法學校（Ashland Grammar School），並於1914年畢業。之後他將自己的名字縮寫成烏布·伊沃克斯（Ub Iwerks），但有時也會寫成UB。

### 迪士尼作品（1919–1929）
伊沃克斯的大部分職業生涯都是在迪士尼度過的。1919年，他與華特·迪士尼在堪薩斯城佩斯曼-魯賓藝術工作室
（Pesmen-Rubin Art Studio）結識，後來他們一起創辦了自己的商業藝術品生意。迪士尼和伊沃克斯隨後在堪薩斯城幻燈片報紙公司（Kansas City Slide Newspaper Company，後來更名為堪薩斯城電影廣告公司（Kansas City Film Ad Company））找到了一份插畫家的工作。他們在那裡工作了一段時間之後迪士尼決定開始獨自從事動畫工作，而伊沃克斯後來也加入了該行列。在那裡，他們用一個類似電報鍵的開關將馬達驅動器連接到攝影機上，將製作動畫所需的人數從兩個人減少到一個人。

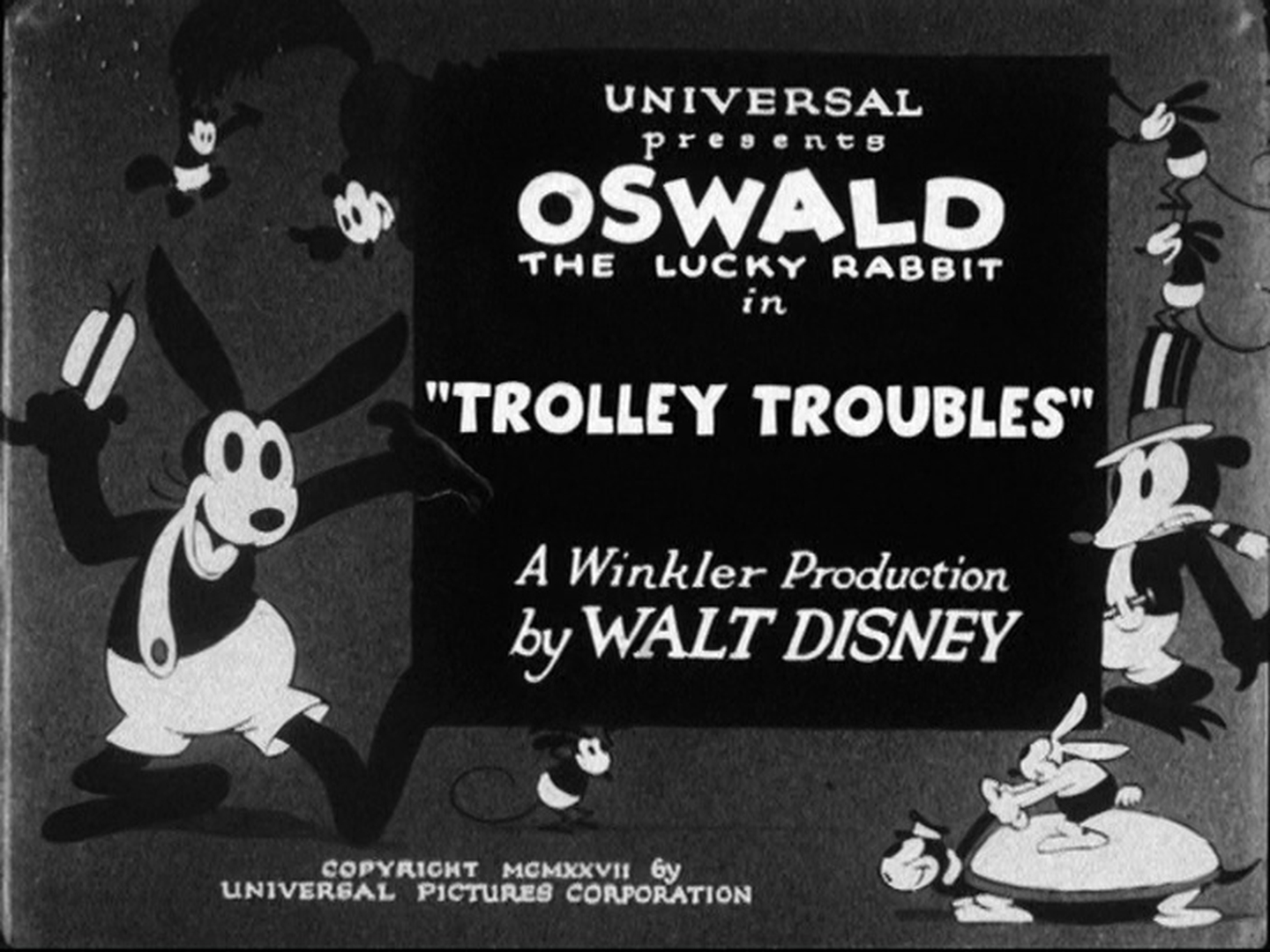
動畫短片《小車故障》（1927）的片頭圖，由Iwerks製作

伊沃克斯負責了早期迪士尼動畫片的獨特風格，同時也負責設計了「米老鼠」。1922年，當迪士尼開始製作室歡笑動畫工作室的動畫短片系列時，伊沃克斯加入其中，擔任首席動畫師。然而在1923年，迪士尼因財務問題，根據美國破產法第11章宣布破產，之後伊沃克斯隨迪士尼將工作室遷至洛杉磯，開始製作一系列新的動畫短片，名為《愛麗絲喜劇》，將真人表演與動畫相結合。在這個系列結束後，迪士尼要求伊沃克斯設計一個角色，後來成為了伊沃克斯在1925年設計出的角色「幸運兔奧斯華」。隨後於1927年播出了第一部由這個角色主演的動畫短片《可憐的爸爸》，在短片播出後，環球影業表示對這部短片的角色設計和劇情都不太滿意，並且要求重新設計該短片角色，而溫克勒影業製作公司（Winkler Pictures production company）的瑪格麗特·J·溫克勒也對此角色的設計提供了一些額外的意見，也因此要求重新設計該角色。後來迪士尼在9月5日推出了由「幸運兔奧斯華」主演的第二部動畫短片《小車故障》，在短片製作期間迪士尼都有強調角色設計和劇情的標準，也因此在該動畫短片播出之後獲得了許多好評，也讓這個角色逐漸受到觀眾的歡迎。
1928年，迪士尼不再製作「幸運兔奧斯華動畫短片系列」，他的大部分員工也都被溫克勒影業公司聘用。主要原因是因為迪士尼與查爾斯·明茨的協商問題。此後，迪士尼承諾以後不會再與不屬於自己角色的人合作。但是迪士尼要求伊沃克斯留下來並開始勾勒新角色的構思。伊沃克斯嘗試過畫青蛙、狗和貓的草圖，但這些都沒有引起迪士尼的注意。伊沃克斯此時創造了母牛和公馬（也就是後來的「克拉貝兒」和「賀瑞斯」），但也遭到了拒絕。伊沃克斯最終從一幅舊畫中獲得了靈感。1925年，休·哈曼在迪士尼的一張照片周圍畫了一些老鼠的草圖。後來，在從一次失敗的商務會議返回的火車上，迪士尼想出了這個角色的原始草圖，最終將其命名為「米老鼠」。隨後，迪士尼把草圖交給了伊沃克斯。反過來，他畫了一個更乾淨、更精緻的米奇版本，但仍然遵循原始草圖。

動畫短片《汽船威利號》（1928）開場片段，這是最早的幾部「米老鼠」短片之一，幾乎完全由伊沃克斯製作的（這個開場片段後來也被用在了其他迪士尼播出的卡通片頭或片尾）

最初的幾部「米老鼠動畫短片系列」和動畫短片《糊塗交響曲》幾乎都是由伊沃克斯製作的，其中包括《汽船威利號》、《穀倉之舞》、《骷髏舞》及《鬼屋》。然而，隨著伊沃克斯每天製作的動畫片越來越多，他開始對迪士尼的領導感到非常不滿。伊沃克斯也認為，迪士尼所有成功的動畫片都是他繪製的，但他並沒有得到應有的任何讚譽。1930年1月，之後的伊沃克斯經常與迪士尼大吵一架，最終，伊沃克斯丟掉紙筆憤然離去。伊沃克斯在迪士尼製作的最後一部「米老鼠動畫短片系列」是1929年的《狂野波浪》；最後一部在迪士尼製作的動畫短片則是1930年的《糊塗交響曲：秋天》。

### 離開迪士尼後（1930–1940）
伊沃克斯工作室於1930年成立，然而，雖然迪士尼的動畫業務一度因為伊沃克斯的離職而受到影響，但隨著迪士尼引進才華橫溢的年輕動畫師，業務很快就恢復了。
儘管與米高梅簽訂了發行卡通短片的合同，並設計出了名為「翻轉青蛙」和後來的「威利·華珀」等新角色，但伊沃克斯工作室從未取得重大的商業成功，也未能與迪士尼或馬克斯·弗萊舍工作室相比。員工佛瑞德·科皮耶茨（Fred Kopietz）建議伊沃克斯聘請他在喬伊納德藝術學校（Chouinard Art School）的朋友查克·瓊斯，後者被聘為卡通短片的賽璐珞片玻璃清理工。20世紀40年代，「翻轉青蛙」和「威利·華珀」的卡通短片後來由官方電影公司在家庭電影市場上發行。

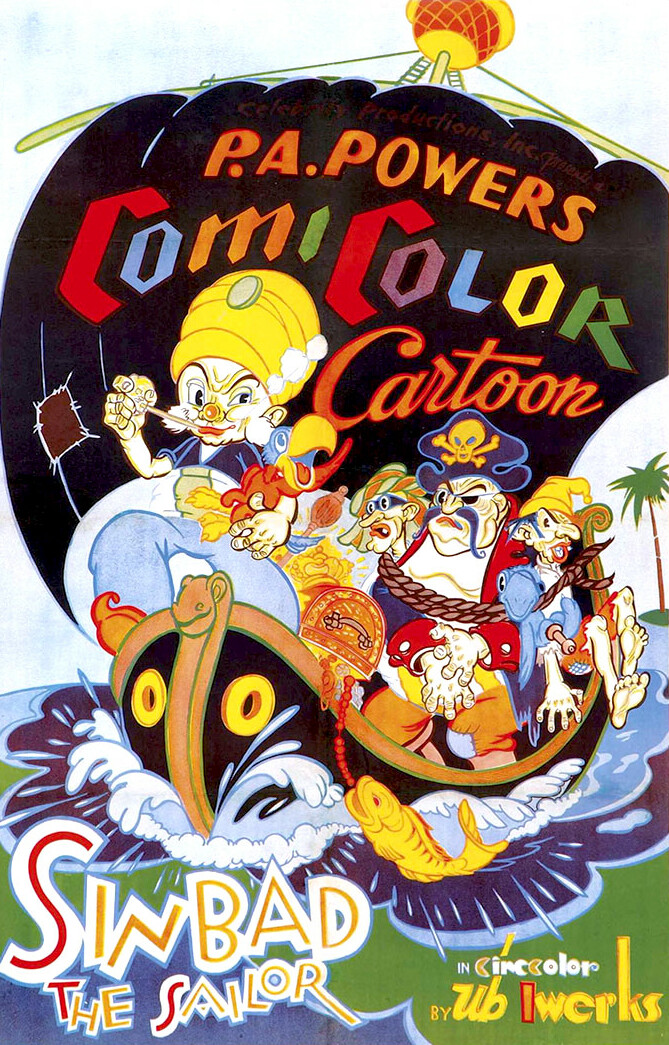
卡通短片《辛巴達水手 (1935年電影)》（1935年）海報

1933年至1936年，伊沃克斯利用電影色彩獨立製作了一系列短片，名為《ComiColor Cartoons》，該系列短片主要關注於童話故事，沒有新的卡通人物或明星。20世紀40年代後期，這個系列由城堡電影公司作為家庭電影發行，製作了16毫米印刷品，一面是紅色乳劑，另一面是藍色乳劑。20世紀70年代後期，黑鷹電影公司推出了這些家庭電影使用的產品，但這次使用的是傳統的伊士曼色彩（Eastmancolor）膠片。它們現在屬於公共領域，並以VHS和DVD形式提供。他還嘗試將定格動畫與多平面攝影機結合，並製作了一部名為《玩具遊行》（The Toy Parade）的短片，但從未公開發布。1936年，一些支持者撤回了對伊沃克斯工作室的資金支持，伊沃克斯工作室不久後就關閉了。
1936年，華納兄弟卡通與伊沃克斯簽約製作四部由「豬小弟」和「蓋比羊」主演的《樂一通》卡通短片，並且伊沃克斯還執導了前兩部，而當時鮑勃·克蘭佩特也提升成為了一名導演並執導另外兩部，之後他們的團隊反回了主片場。隨後，伊沃克斯與幕寶電影公司簽訂了合約，並執導了《色彩狂想曲》的幾部卡通短片。在執導完這幾部卡通短片之後於1940年重返迪士尼。

### 重返迪士尼（1940–1964）
回到迪士尼工作室後，伊沃克斯主要致力於特殊視覺效果的發展。他因開發真人電影與動畫相結合的製作而受到讚譽，也就是所謂的特殊效果，並且還將該效果用在1946年製作的動畫短片《南方之歌》；他也曾因開發適用於賽璐珞動畫的靜電印刷而受到讚譽，同樣也是所謂的特殊效果，並且還將該效果用在1961年製作的動畫長片《101忠狗》。他也曾在WED Enterprises（現為華特迪士尼幻想工程）工作，在20世紀60年代幫助開發了許多迪士尼主題樂園景點。伊沃克斯在工作室之外也從事特效工作，包括亞佛列德·希區考克執導的1963年電影《鳥》，伊沃克斯製作了鳥類特效，該作品獲得奧斯卡獎提名。伊沃克斯為迪士尼製作的最後一個作品是完善了《歡樂滿人間》系列「餵鳥」的旅行遮罩系統。在迪士尼任職期間，他開發了多項將靜電印刷複印技術應用於動畫的專利。

### 婚姻生活
伊沃克斯於1927年與妻子米爾德里德·莎拉·亨德森（Mildred Sarah Henderson）結婚，育有2子，長子是唐·伊沃克斯，次子是大衛·伊沃克斯（David Iwerks）。長子唐納德後來為華特迪士尼公司工作，並創立了伊沃克斯娛樂公司。伊沃克斯的孫女是長子唐納德的女兒萊絲莉·伊沃克斯，同時她也是一名紀錄片製片人。而次子大衛後來成為了一名肖像攝影師。

### 去世
1971年7月7日，伊沃克斯因心臟病在加州柏本克去世，享年70歲，他的骨灰被安葬在好萊塢山的森林草坪紀念公園。在他去世之前，伊沃克斯參與的最後一個項目是總統大廳。

## 影響和讚譽
作為安妮獎的一部分，烏布·伊沃克斯技術成就獎（Ub Iwerks Award for Technical Achievement）以他的名字為名。
在柏本克一家動畫工作室的垃圾桶裡發現了伊沃克斯的一張罕見的自畫像。這幅肖像畫被保存了下來，目前是ASIFA-Hollywood動畫檔案館的一部分。
第二次世界大戰後，伊沃克斯早期的動畫風格大部分被日本傳奇漫畫家手塚治虫和石之森章太郎模仿。
1989年，伊沃克斯被譽為「迪士尼傳奇人物
」。
1996年，卡通《辛普森家庭》系列「暴力死去的那天」類似於伊沃克斯早期與華特·迪士尼的關係被用作主要情節。
一部關於伊沃克斯的紀錄片《老鼠背後的手：烏布·伊沃克斯的故事》（The Hand Behind the Mouse: The Ub Iwerks Story）於1999年上映，隨後在2001年又出版了一本書，由伊沃克斯的孫女萊絲莉·伊沃克斯和作家John Kenworthy撰寫。這部由伊沃克斯的孫女萊絲莉製作的紀錄片作為《華特迪士尼珍寶：第七波》系列「幸運兔奧斯華歷險記」（The Adventures of Oswald the Lucky Rabbit）發行。
2014年電影《米奇之前的華特》講述了華特·迪士尼與烏布·伊沃克斯如何共同創造「米老鼠」的傳記，該片由托馬斯·伊恩·尼古拉斯飾演華特·迪士尼；而阿曼多·古鐵雷斯則飾演伊沃克斯。
2013年電視劇《醉酒史》第二季第六集講述了伊沃克斯與迪士尼的關係，重點講述了「米老鼠」的創作。托尼·海爾在該集中飾演伊沃克斯。

## 作品

### 1922
| 標題                             | 發布日期 | 製作公司         | 附註                         |
| -------------------------------- | -------- | ---------------- | ---------------------------- |
| Little Red Riding Hood           | 7月29日  | 室歡笑動畫工作室 | 「愛麗絲喜劇動畫短片系列」   |
| The Four Musicians of Bremen     | 8月1日   | 室歡笑動畫工作室 | 「愛麗絲喜劇」動畫短片系列」 |
| Jack and the Beanstalk           | 9月4日   | 室歡笑動畫工作室 | 「愛麗絲喜劇」動畫短片系列」 |
| Jack the Giant Killer            | 9月12日  | 室歡笑動畫工作室 | 「愛麗絲喜劇」動畫短片系列」 |
| Goldie Locks and the Three Bears | 10月4日  | 室歡笑動畫工作室 | 「愛麗絲喜劇」動畫短片系列」 |
| 穿靴子的貓                       | 11月3日  | 室歡笑動畫工作室 | 「愛麗絲喜劇」動畫短片系列」 |
| Cinderella                       | 12月6日  | 室歡笑動畫工作室 | 「愛麗絲喜劇」動畫短片系列」 |

### 1923
| 標題           | 發布日期 | 製作公司         | 附註                         |
| -------------- | -------- | ---------------- | ---------------------------- |
| 愛麗絲夢遊仙境 | 10月16日 | 室歡笑動畫工作室 | 「愛麗絲喜劇」動畫短片系列」 |

### 1924
| 標題                      | 發布日期 | 製作公司       | 附註                         |
| ------------------------- | -------- | -------------- | ---------------------------- |
| 愛麗絲海上的一天          | 3月1日   | 華特迪士尼公司 | 「愛麗絲喜劇」動畫短片系列」 |
| 愛麗絲的怪異冒險          | 4月1日   | 華特迪士尼公司 | 「愛麗絲喜劇」動畫短片系列」 |
| Alice's Wild West Show    | 5月1日   | 華特迪士尼公司 | 「愛麗絲喜劇」動畫短片系列」 |
| Alice's Fishy Story       | 6月1日   | 華特迪士尼公司 | 「愛麗絲喜劇」動畫短片系列」 |
| Alice and the Dog Catcher | 7月1日   | 華特迪士尼公司 | 「愛麗絲喜劇」動畫短片系列」 |
| Alice the Peacemaker      | 8月1日   | 華特迪士尼公司 | 「愛麗絲喜劇」動畫短片系列」 |
| Alice Gets in Dutch       | 11月1日  | 華特迪士尼公司 | 「愛麗絲喜劇」動畫短片系列」 |
| Alice Hunting in Africa   | 11月15日 | 華特迪士尼公司 | 「愛麗絲喜劇」動畫短片系列」 |
| Alice and the Three Bears | 12月1日  | 華特迪士尼公司 | 「愛麗絲喜劇」動畫短片系列」 |
| Alice the Piper           | 12月15日 | 華特迪士尼公司 | 「愛麗絲喜劇」動畫短片系列」 |

### 1925
| 標題                     | 發布日期 | 製作公司       | 附註                         |
| ------------------------ | -------- | -------------- | ---------------------------- |
| Alice Cans the Cannibals | 1月1     | 華特迪士尼公司 | 「愛麗絲喜劇」動畫短片系列」 |
| 鬥牛士愛麗絲             | 1月15日  | 華特迪士尼公司 | 「愛麗絲喜劇」動畫短片系列」 |
| 愛麗絲被蟄了             | 2月1日   | 華特迪士尼公司 | 「愛麗絲喜劇」動畫短片系列」 |
| 愛麗絲解開了謎題         | 2月15日  | 華特迪士尼公司 | 「愛麗絲喜劇」動畫短片系列」 |
| Alice's Egg Plant        | 5月17日  | 華特迪士尼公司 | 「愛麗絲喜劇」動畫短片系列」 |
| Alice Loses Out          | 6月15日  | 華特迪士尼公司 | 「愛麗絲喜劇」動畫短片系列」 |
| Alice Is Stage Struck    | 6月23日  | 華特迪士尼公司 | 「愛麗絲喜劇」動畫短片系列」 |
| Alice Wins the Derby     | 7月12日  | 華特迪士尼公司 | 「愛麗絲喜劇」動畫短片系列」 |
| Alice Picks the Champ    | 7月30日  | 華特迪士尼公司 | 「愛麗絲喜劇」動畫短片系列」 |
| Alice's Tin Pony         | 8月15日  | 華特迪士尼公司 | 「愛麗絲喜劇」動畫短片系列」 |
| Alice Chops the Suey     | 8月30日  | 華特迪士尼公司 | 「愛麗絲喜劇」動畫短片系列」 |
| Alice the Jail Bird      | 9月15日  | 華特迪士尼公司 | 「愛麗絲喜劇」動畫短片系列」 |
| Alice Plays Cupid        | 10月15日 | 華特迪士尼公司 | 「愛麗絲喜劇」動畫短片系列」 |
| Alice Rattled by Rats    | 11月15日 | 華特迪士尼公司 | 「愛麗絲喜劇」動畫短片系列」 |
| Alice in the Jungle      | 12月15日 | 華特迪士尼公司 | 「愛麗絲喜劇」動畫短片系列」 |

### 1926
| 標題                       | 發布日期 | 製作公司       | 附註                         |
| -------------------------- | -------- | -------------- | ---------------------------- |
| Alice on the Farm          | 1月1日   | 華特迪士尼公司 | 「愛麗絲喜劇」動畫短片系列」 |
| Alice's Balloon Race       | 1月15日  | 華特迪士尼公司 | 「愛麗絲喜劇」動畫短片系列」 |
| 愛麗絲的孤兒               | 1月15日  | 華特迪士尼公司 | 「愛麗絲喜劇」動畫短片系列」 |
| Alice's Little Parade      | 2月1日   | 華特迪士尼公司 | 「愛麗絲喜劇」動畫短片系列」 |
| Alice's Mysterious Mystery | 2月15日  | 華特迪士尼公司 | 「愛麗絲喜劇」動畫短片系列」 |
| Alice Charms the Fish      | 9月6日   | 華特迪士尼公司 | 「愛麗絲喜劇」動畫短片系列」 |
| Alice's Monkey Business    | 9月20日  | 華特迪士尼公司 | 「愛麗絲喜劇」動畫短片系列」 |
| Alice in Slumberland       | 9月29日  | 華特迪士尼公司 | 「愛麗絲喜劇」動畫短片系列」 |
| Alice in the Wooly West    | 10月4日  | 華特迪士尼公司 | 「愛麗絲喜劇」動畫短片系列」 |
| Alice the Fire Fighter     | 10月18日 | 華特迪士尼公司 | 「愛麗絲喜劇」動畫短片系列」 |
| Alice Cuts the Ice         | 11月1日  | 華特迪士尼公司 | 「愛麗絲喜劇」動畫短片系列」 |
| Alice Helps the Romance    | 11月15日 | 華特迪士尼公司 | 「愛麗絲喜劇」動畫短片系列」 |
| Alice's Spanish Guitar     | 11月29日 | 華特迪士尼公司 | 「愛麗絲喜劇」動畫短片系列」 |
| Alice's Brown Derby        | 12月13日 | 華特迪士尼公司 | 「愛麗絲喜劇」動畫短片系列」 |
| Alice the Lumberjack       | 12月27日 | 華特迪士尼公司 | 「愛麗絲喜劇」動畫短片系列」 |

### 1927
| 標題                     | 發布日期 | 製作公司       | 附註                                                          |
| ------------------------ | -------- | -------------- | ------------------------------------------------------------- |
| Alice the Golf Bug       | 1月10日  | 華特迪士尼公司 | 「愛麗絲喜劇」動畫短片系列」                                  |
| Alice Foils the Pirates  | 1月24日  | 華特迪士尼公司 | 「愛麗絲喜劇」動畫短片系列」                                  |
| Alice at the Carnival    | 2月7日   | 華特迪士尼公司 | 「愛麗絲喜劇」動畫短片系列」                                  |
| Alice at the Rodeo       | 2月21日  | 華特迪士尼公司 | 「愛麗絲喜劇」動畫短片系列」                                  |
| Alice the Collegiate     | 3月7日   | 華特迪士尼公司 | 「愛麗絲喜劇」動畫短片系列」                                  |
| Alice in the Alps        | 3月21日  | 華特迪士尼公司 | 「愛麗絲喜劇」動畫短片系列」                                  |
| Alice's Auto Race        | 4月4日   | 華特迪士尼公司 | 「愛麗絲喜劇」動畫短片系列」                                  |
| Alice's Circus Daze      | 4月18日  | 華特迪士尼公司 | 「愛麗絲喜劇」動畫短片系列」                                  |
| Alice's Knaughty Knights | 5月2日   | 華特迪士尼公司 | 「愛麗絲喜劇」動畫短片系列」                                  |
| Alice's Three Bad Eggs   | 5月15日  | 華特迪士尼公司 | 「愛麗絲喜劇」動畫短片系列」                                  |
| 可憐的爸爸               | 5月15日  | 華特迪士尼公司 | - 首部「幸運兔奧斯華」短片，由華特·迪士尼製作、環球影業發行。 |
| Alice's Picnic           | 5月30日  | 華特迪士尼公司 | 「愛麗絲喜劇」動畫短片系列」                                  |
| Alice's Channel Swim     | 6月13日  | 華特迪士尼公司 | 「愛麗絲喜劇」動畫短片系列」                                  |
| Alice in the Klondike    | 6月27日  | 華特迪士尼公司 | 「愛麗絲喜劇」動畫短片系列」                                  |
| Alice's Medicine Show    | 7月11日  | 華特迪士尼公司 | 「愛麗絲喜劇」動畫短片系列」                                  |
| Alice the Whaler         | 7月25日  | 華特迪士尼公司 | 「愛麗絲喜劇」動畫短片系列」                                  |
| Alice the Beach Nut      | 8月8日   | 華特迪士尼公司 | 「愛麗絲喜劇」動畫短片系列」                                  |
| 小車故障                 | 9月5日   | 華特迪士尼公司 | 「幸運兔奧斯華動畫短片系列」                                  |
| 哦老師                   | 9月19日  | 華特迪士尼公司 | 「幸運兔奧斯華動畫短片系列」                                  |
| 機械牛                   | 10月3日  | 華特迪士尼公司 | 「幸運兔奧斯華動畫短片系列」                                  |
| 偉大的槍砲！             | 10月17日 | 華特迪士尼公司 | 「幸運兔奧斯華動畫短片系列」                                  |
| 海灘救生員               | 10月31日 | 華特迪士尼公司 | 「幸運兔奧斯華動畫短片系列」                                  |
| 海洋跳躍                 | 11月14日 | 華特迪士尼公司 | 「幸運兔奧斯華動畫短片系列」                                  |
| The Banker's Daughter    | 11月28日 | 華特迪士尼公司 | 「幸運兔奧斯華動畫短片系列」                                  |
| Rickety Gin              | 12月26日 | 華特迪士尼公司 | 「幸運兔奧斯華動畫短片系列」                                  |

### 1928
| 標題                  | 發布日期 | 製作公司       | 附註                                                                         |
| --------------------- | -------- | -------------- | ---------------------------------------------------------------------------- |
| The Ol' Swimming Hole | 2月6日   | 華特迪士尼公司 | 「幸運兔奧斯華動畫短片系列」                                                 |
| 天黑之前的非洲        | 2月20日  | 華特迪士尼公司 | 「幸運兔奧斯華動畫短片系列」                                                 |
| Rival Romeos          | 3月5日   | 華特迪士尼公司 | 「幸運兔奧斯華動畫短片系列」                                                 |
| Bright Lights         | 3月19日  | 華特迪士尼公司 | 「幸運兔奧斯華動畫短片系列」                                                 |
| Sagebrush Sadie       | 4月2日   | 華特迪士尼公司 | 「幸運兔奧斯華動畫短片系列」                                                 |
| Ride 'Em Plowboy      | 4月16日  | 華特迪士尼公司 | 「幸運兔奧斯華動畫短片系列」                                                 |
| Ozzy of the Mounted   | 4月30日  | 華特迪士尼公司 | 「幸運兔奧斯華動畫短片系列」                                                 |
| 飢餓的流浪漢          | 5月14日  | 華特迪士尼公司 | 「幸運兔奧斯華動畫短片系列」                                                 |
| 飛機迷                | 5月15日  | 華特迪士尼公司 | - 首部「米老鼠」短片（也是有使以來第一部米老鼠動畫系列）。                   |
| 哦，多麼好的騎士啊    | 5月28日  | 華特迪士尼公司 | 「幸運兔奧斯華動畫短片系列」                                                 |
| 狐狸追逐              | 6月25日  | 華特迪士尼公司 | 「幸運兔奧斯華動畫短片系列」                                                 |
| 高大的木材            | 7月9日   | 華特迪士尼公司 | 「幸運兔奧斯華動畫短片系列」                                                 |
| 雪橇鈴鐺              | 7月23日  | 華特迪士尼公司 | 「幸運兔奧斯華動畫短片系列」                                                 |
| High Up               | 8月6日   | 華特迪士尼公司 | 「幸運兔奧斯華動畫短片系列」                                                 |
| 飛奔的高卓人          | 8月7日   | 華特迪士尼公司 | 「米老鼠動畫系列短片」                                                       |
| Hot Dogs              | 8月20日  | 華特迪士尼公司 | 「幸運兔奧斯華動畫短片系列」                                                 |
| Sky Scrapper          | 9月23日  | 華特迪士尼公司 | 「幸運兔奧斯華動畫短片系列」                                                 |
| 汽船威利號            | 11月28日 | 華特迪士尼公司 | 「米老鼠動畫系列短片」開場片段後來也被用在了其他迪士尼播出的卡通片頭或片尾。 |

### 1929
| 標題           | 發布日期 | 製作公司       | 附註                         |
| -------------- | -------- | -------------- | ---------------------------- |
| 穀倉之舞       | 3月14日  | 華特迪士尼公司 | 「米老鼠動畫系列短片」       |
| 奧普里之家     | 3月28日  | 華特迪士尼公司 | 「米老鼠動畫系列短片」       |
| 老鼠狂歡會     | 4月11日  | 華特迪士尼公司 | 「米老鼠動畫系列短片」       |
| 馬棚之戰       | 4月25日  | 華特迪士尼公司 | 「米老鼠動畫系列短片」       |
| 嘉年華小孩     | 5月23日  | 華特迪士尼公司 | 「米老鼠動畫系列短片」       |
| 米奇的火車     | 6月20日  | 華特迪士尼公司 | 「米老鼠動畫系列短片」       |
| 米奇的愚蠢行為 | 6月26日  | 華特迪士尼公司 | 「米老鼠動畫系列短片」       |
| 農夫           | 6月28日  | 華特迪士尼公司 | 「米老鼠動畫系列短片」       |
| 爵士樂傻瓜     | 7月5日   | 華特迪士尼公司 | 「米老鼠動畫系列短片」       |
| 狂野波浪       | 8月15日  | 華特迪士尼公司 | 「米老鼠動畫系列短片」       |
| 骷髏舞         | 8月29日  | 華特迪士尼公司 | - 首部「糊塗交響曲系列短片」 |
| 可怕的鬥牛士   | 9月26日  | 華特迪士尼公司 | 「糊塗交響曲動畫系列短片」   |
| 春             | 10月24日 | 華特迪士尼公司 | 「糊塗交響曲動畫系列短片」   |
| 叢林節奏       | 11月15日 | 華特迪士尼公司 | 「米老鼠動畫系列短片」       |
| 地獄鐘聲       | 11月21日 | 華特迪士尼公司 | 「糊塗交響曲動畫系列短片」   |
| 鬼屋           | 12月2日  | 華特迪士尼公司 | 「糊塗交響曲動畫系列短片」   |
| 快樂的小矮人   | 12月19日 | 華特迪士尼公司 | 「糊塗交響曲動畫系列短片」   |

### 1930
| 標題                   | 發布日期 | 製作公司       | 附註 |
| ---------------------- | -------- | -------------- | --- |
| 費德提克               | 8月16日  | 伊沃克斯工作室 | - 首部「翻轉青蛙卡通短片系列」 - 首部「翻轉青蛙」短片。 - 以雙色哈里斯彩色底片拍攝，但廣泛以黑白底片形式發行。                                                                         |
| Little Orphan Willie   | 10月18日 | 伊沃克斯工作室 | - 「翻轉青蛙卡通短片系列」 - 以哈里斯彩色底片的兩片形式拍攝，但只有黑白底片完整。 |
| Flying Fists           | 9月6日   | 伊沃克斯工作室 | - 「翻轉青蛙卡通短片系列」 - 以哈里斯彩色底片的兩片形式拍攝，但只有黑白底片完整。 |
| The Village Barber     | 9月27日  | 伊沃克斯工作室 | - 「翻轉青蛙卡通短片系列」 - 第一部不是在森林取景的卡通。 |
| The Cuckoo Murder Case | 10月18日 | 伊沃克斯工作室 | - 「翻轉青蛙卡通短片系列」 - 第一部以「萬聖節」為主題卡通。 |
| Puddle Pranks          | 12月     | 伊沃克斯工作室 | - 「翻轉青蛙卡通短片系列」 - 最後一部以「森林」為主題的卡通。 - 這部和《小孤兒威利》（Little Orphan Willie）從未受版權保護。 - 「翻轉青蛙」的青蛙女友（Frog Girlfriend）唯一一次亮相。 |

### 1931
| 標題                   | 發布日期 | 製作公司       | 附註 |
| ---------------------- | -------- | -------------- | --- |
| The Village Smitty     | 1月31日  | 伊沃克斯工作室 | - 「翻轉青蛙卡通短片系列」 - 翻轉青蛙的貓咪女友（Cat Girlfriend）和奧拉斯（Orace）首次亮相。                                                                             |
| The Soup Song          | 1月31日  | 伊沃克斯工作室 | - 「翻轉青蛙卡通短片系列」 - 樂團指揮保羅·塞繆爾·懷特曼被諷刺。 |
| Laughing Gas           | 3月14日  | 伊沃克斯工作室 | - 「翻轉青蛙卡通短片系列」 - 海象（Walrus）的唯一一次亮相。 |
| Ragtime Romeo          | 5月2日   | 伊沃克斯工作室 | - 「翻轉青蛙卡通短片系列」 - 「翻轉青蛙」首次戴帽子演出。 |
| The New Car            | 7月25日  | 伊沃克斯工作室 | - 「翻轉青蛙卡通短片系列」 - 從這部卡通開始，「翻轉青蛙」的設計慢慢改變了。 - 本卡通短片中的一些情節元素取自1927年迪士尼「幸運兔奧斯華動畫短片系列」的動畫《小車故障》。 |
| Movie Mad              | 8月29日  | 伊沃克斯工作室 | - 「翻轉青蛙卡通短片系列」 - 卡通人物包括勞萊與哈台和查理·卓別林。 |
| The Village Specialist | 9月12日  | 伊沃克斯工作室 | - 「翻轉青蛙卡通短片系列」 - 豬太太（Mrs Pig）唯一一次亮相。 |
| Jail Birds             | 9月26日  | 伊沃克斯工作室 | - 「翻轉青蛙卡通短片系列」 - 奧拉斯（Orace）首次成為「翻轉青蛙」的馬。                                                                                                   |
| 非洲吱吱聲             | 10月17日 | 伊沃克斯工作室 | - 「翻轉青蛙卡通短片系列」 - 由於冒犯性對黑人的刻板印像不佳，美國電視上不再播出。                                                                                        |
| Spooks                 | 12月21日 | 伊沃克斯工作室 | - 「翻轉青蛙卡通短片系列」 - 第二部以「萬聖節」為主題卡通。 |

### 1932
| 標題               | 發布日期 | 製作公司       | 附註 |
| ------------------ | -------- | -------------- | --- |
| The Milkman        | 2月20日  | 伊沃克斯工作室 | - 「翻轉青蛙卡通短片系列」 - 孤兒男孩（Orphan Boy）的首次亮相。 |
| Fire! Fire!        | 3月5日   | 伊沃克斯工作室 | - 「翻轉青蛙卡通短片系列」 |
| What a Life        | 3月26日  | 伊沃克斯工作室 | - 「翻轉青蛙卡通短片系列」 - 「翻轉青蛙」首次與人類互動。 |
| Puppy Love         | 4月30日  | 伊沃克斯工作室 | - 「翻轉青蛙卡通短片系列」 - 「翻轉青蛙」的寵物狗（Dog）首次亮相。 |
| School Days        | 5月14日  | 伊沃克斯工作室 | - 「翻轉青蛙卡通短片系列」 - 老處女（Spinster）的首次亮相。 |
| The Bully          | 6月18日  | 伊沃克斯工作室 | - 「翻轉青蛙卡通短片系列」 - 孤兒男孩（Orphan Boy）的最後亮相。 |
| The Office Boy     | 7月16日  | 伊沃克斯工作室 | - 「翻轉青蛙卡通短片系列」 - 秘書是瓊·克勞馥的形象。 - 這部卡通包含了不適當的內容。 |
| Room Runners       | 8月13日  | 伊沃克斯工作室 | - 「翻轉青蛙卡通短片系列」 - 這部卡通包含了不適當的內容。 |
| Stormy Seas        | 8月22日  | 伊沃克斯工作室 | - 「翻轉青蛙卡通短片系列」 - 可能是1931年被扣留的版本，後來才在1932年發佈。 - 「翻轉青蛙」的貓咪女友（Cat Girlfriend）最後一次亮相。 |
| Circus             | 8月27日  | 伊沃克斯工作室 | - 「翻轉青蛙卡通短片系列」 - 1932年9月7日版權所有。 |
| The Goal Rush      | 10月3日  | 伊沃克斯工作室 | - 「翻轉青蛙卡通短片系列」 - 片頭有一個被認為不合適的場景，樂隊指揮槍殺了單簧管演奏者，只因為他演奏錯了。 - 翻轉青蛙的人類女友（Human Girlfriend）首次亮相。                                                                                      |
| The Phoney Express | 10月27日 | 伊沃克斯工作室 | - 「翻轉青蛙卡通短片系列」 - 「翻轉青蛙」的人類女友（Human Girlfriend）正式亮相，她與馬克斯·弗萊舍工作室製作的「貝蒂娃娃」十分相似，卡通的標題原為《小馬快遞》（The Pony Express），後來才被帕特·鮑爾斯改名為《虛假快車》（The Phoney Express）。 |
| The Music Lesson   | 10月29日 | 伊沃克斯工作室 | - 「翻轉青蛙卡通短片系列」 - 「翻轉青蛙」的朋友（Friends）唯一一次亮相。 |
| The Nurse Maid     | 11月26日 | 伊沃克斯工作室 | - 「翻轉青蛙卡通短片系列」 - 這部卡通有兩個電視上沒有出現的種族主義場景。有一個憤怒的「中國人——傅滿洲」（Chinaman–Fu Man Chu）類型的人，用長長的指甲試圖抓出「翻轉青蛙」的眼睛。後來，一家雪茄店的印地安人用逃跑的動物來開玩笑。                  |
| Funny Face         | 12月24日 | 伊沃克斯工作室 | - 「翻轉青蛙卡通短片系列」 - 在公共領域。 |

### 1933
| 標題                  | 發布日期 | 製作公司       | 附註 |
| --------------------- | -------- | -------------- | --- |
| Coo Coo, the Magician | 1月21日  | 伊沃克斯工作室 | - 「翻轉青蛙卡通短片系列」 - 老處女（Spinster）在開頭客串。                                                                                  |
| Flip's Lunchroom      | 3月4日   | 伊沃克斯工作室 | - 「翻轉青蛙卡通短片系列」 - 這部卡通的標題是「翻轉青蛙卡通短片系列」中唯一有「翻轉青蛙」名字的卡通。                                        |
| 技術破解              | 5月8日   | 伊沃克斯工作室 | - 「翻轉青蛙卡通短片系列」 - 可能使用了雙色彩色或電影彩色拍攝。                                                                              |
| Bulloney              | 5月30日  | 伊沃克斯工作室 | - 「翻轉青蛙卡通短片系列」 |
| A Chinaman's Chance   | 6月24日  | 伊沃克斯工作室 | - 「翻轉青蛙卡通短片系列」 - 由於冒犯性對華人的刻板印像不佳，美國電視上不再播出。 - 「翻轉青蛙」的寵物狗（Dog）最後亮相。                    |
| Paleface              | 8月12日  | 伊沃克斯工作室 | - 「翻轉青蛙卡通短片系列」 - 奧拉斯（Orace）、「翻轉青蛙」的女友以及老處女（Spinster）的最後一次亮相。                                       |
| The Air Race          |          | 伊沃克斯工作室 | - 首部「威利·華珀」卡通短片。但由於情節漏洞而從未發行。而後來的重新製作版《儘管飛行》（Spite Flight）已於10月14日發行。                      |
| Play Ball             | 9月16日  | 伊沃克斯工作室 | - 首部官方「威利·華珀卡通短片系列」 |
| Soda Squirt           | 10月12日 | 伊沃克斯工作室 | - 最後一部「翻轉青蛙卡通短片系列」 - 卡通人物包括勞萊與哈台、吉米·杜蘭特、巴斯特·基頓、格里高利·拉斯普丁、馬克思兄弟、梅·蕙絲以及喬·E·布朗。 |
| Spite Flight          | 10月14日 | 伊沃克斯工作室 | - 「威利·華珀卡通短片系列」 - 未發行的首部「威利·華珀卡通短片系列」《飛行競賽》（The Air Race）重新製作版。                                  |
| Stratos Fear          | 11月11日 | 伊沃克斯工作室 | - 「威利·華珀卡通短片系列」 |
| 傑克與魔豆            | 12月23日 | 伊沃克斯工作室 | - 「首部《ComiColor Cartoons》卡通短片系列」                                                                                                 |

### 1934
| 標題                           | 發布日期 | 製作公司       | 附註 |
| ------------------------------ | -------- | -------------- | --- |
| Davy Jones Locker              | 1月31日  | 伊沃克斯工作室 | - 「威利·華珀卡通短片系列」 - 第一部使用電影色彩拍攝的「威利·華珀卡通短片系列」。                                                         |
| The Little Red Hen             | 2月16日  | 伊沃克斯工作室 | - 「《ComiColor Cartoons》卡通短片系列」                                                                                                  |
| Hell's Fire                    | 2月17日  | 伊沃克斯工作室 | - 「威利·華珀卡通短片系列」 - 伊沃克斯製作的唯一一部標題中包含髒話的卡通短片，也是最後一部使用電影色彩拍攝的「威利·華珀卡通短片系列」。   |
| Robin Hood, Jr.                | 3月10日  | 伊沃克斯工作室 | - 「威利·華珀卡通短片系列」 |
| 勇敢的錫兵                     | 4月7日   | 伊沃克斯工作室 | - 「《ComiColor Cartoons》卡通短片系列」                                                                                                  |
| Insultin' the Sultan           | 4月14日  | 伊沃克斯工作室 | - 「威利·華珀卡通短片系列」 |
| Puss in Boots                  | 5月17日  | 伊沃克斯工作室 | - 「《ComiColor Cartoons》卡通短片系列」 - 現存另外兩個印刷品。                                                                           |
| Reducing Creme                 | 5月19日  | 伊沃克斯工作室 | - 「威利·華珀卡通短片系列」 |
| Rasslin' Round                 | 6月1日   | 伊沃克斯工作室 | - 「威利·華珀卡通短片系列」 - 發行前的暫時名稱為《拉斯林周圍》（Rasslin' Around）。                                                       |
| The Queen of Hearts            | 6月25日  | 伊沃克斯工作室 | - 「《ComiColor Cartoons》卡通短片系列」                                                                                                  |
| Cave Man                       | 7月6日   | 伊沃克斯工作室 | - 「威利·華珀卡通短片系列」 - 音樂由班尼·莫頓及其管弦樂團創作。                                                                           |
| Jungle Jitters                 | 7月24日  | 伊沃克斯工作室 | - 「威利·華珀卡通短片系列」 - 由於冒犯性對黑人的刻板印像不佳，美國電視上不再播出。                                                        |
| Aladdin and the Wonderful Lamp | 8月10日  | 伊沃克斯工作室 | - 「《ComiColor Cartoons》卡通短片系列」                                                                                                  |
| Good Scout                     | 8月1日   | 伊沃克斯工作室 | - 「威利·華珀卡通短片系列」 - 音樂由麥金尼棉花採摘者創作。 - 內容包含了對少數族裔（華裔、猶太人、黑人）童子軍的刻板印象。                 |
| Viva Willie                    | 9月20日  | 伊沃克斯工作室 | - 「威利·華珀卡通短片系列」 - 最後一部「威利·華珀卡通短片系列」，之後伊沃克斯工作室製作的幾乎都是「《ComiColor Cartoons》卡通短片系列」。 |
| 無頭騎士                       | 10月1日  | 伊沃克斯工作室 | - 「《ComiColor Cartoons》卡通短片系列」                                                                                                  |
| The Valiant Tailor             | 10月29日 | 伊沃克斯工作室 | - 「《ComiColor Cartoons》卡通短片系列」                                                                                                  |
| Don Quixote                    | 11月26日 | 伊沃克斯工作室 | - 「《ComiColor Cartoons》卡通短片系列」 - 後來在1998年由學院電影資料館保存。                                                             |
| 冰霜傑克                       | 12月24日 | 伊沃克斯工作室 | - 「《ComiColor Cartoons》卡通短片系列」                                                                                                  |

### 1935
| 標題               | 發布日期 | 製作公司       | 附註                                                                                            |
| ------------------ | -------- | -------------- | ----------------------------------------------------------------------------------------------- |
| 小黑三寶           | 2月6日   | 伊沃克斯工作室 | - 「《ComiColor Cartoons》卡通短片系列」 - 由於冒犯性對黑人的刻板印像不佳，美國電視上不再播出。 |
| 不來梅的城市樂手   | 3月6日   | 伊沃克斯工作室 | - 「《ComiColor Cartoons》卡通短片系列」                                                        |
| Old Mother Hubbard | 4月3日   | 伊沃克斯工作室 | - 「《ComiColor Cartoons》卡通短片系列」                                                        |
| Mary's Little Lamb | 5月1日   | 伊沃克斯工作室 | - 「《ComiColor Cartoons》卡通短片系列」                                                        |
| 夏日的時光         | 6月15日  | 伊沃克斯工作室 | - 「《ComiColor Cartoons》卡通短片系列」                                                        |
| 辛巴達水手         | 7月30日  | 伊沃克斯工作室 | - 「《ComiColor Cartoons》卡通短片系列」                                                        |
| The Three Bears    | 8月30日  | 伊沃克斯工作室 | - 「《ComiColor Cartoons》卡通短片系列」                                                        |
| 氣球樂園           | 9月30日  | 伊沃克斯工作室 | - 「《ComiColor Cartoons》卡通短片系列」 - 又名《枕形人》（The Pincushion Man）。               |
| 單純的西蒙         | 11月15日 | 伊沃克斯工作室 | - 「《ComiColor Cartoons》卡通短片系列」                                                        |
| Humpty Dumpty      | 12月30日 | 伊沃克斯工作室 | - 「《ComiColor Cartoons》卡通短片系列」                                                        |

### 1936
| 標題                   | 發布日期 | 製作公司       | 附註 |
| ---------------------- | -------- | -------------- | --- |
| Ali Baba               | 1月30日  | 伊沃克斯工作室 | - 「《ComiColor Cartoons》卡通短片系列」 |
| Tom Thumb              | 3月30日  | 伊沃克斯工作室 | - 「《ComiColor Cartoons》卡通短片系列」 |
| Dick Whittington's Cat | 5月30日  | 伊沃克斯工作室 | - 「《ComiColor Cartoons》卡通短片系列」 |
| Little Boy Blue        | 7月30日  | 伊沃克斯工作室 | - 「《ComiColor Cartoons》卡通短片系列」 - 又名《大灰狼》（The Big Bad Wolf）。 |
| 歡樂的時光             | 9月30日  | 伊沃克斯工作室 | - 「《ComiColor Cartoons》卡通短片系列」 - 「最後一部《ComiColor Cartoons》卡通短片系列」，改編自報紙漫畫《普通伐木工》，同時也是工作室關閉之前製作的最後一部卡通短片，在該卡通短片發行之後工作室宣布正式關閉。 |

### 1937–1940
- 與華納兄弟卡通合約——製作兩部動畫片。
- 與幕寶電影公司/哥倫比亞影業合約 - 製作17部動畫片（事實上伊沃克斯只參與了《色彩狂想曲（英语：Color Rhapsody）》系列中的16部的製作，合約中的最後一部動畫片是在伊沃克斯離開自己的工作室後由保羅·芬內爾（Paul Fennell）完成的）。
- 1940年，伊沃克斯創作了他的最後一個系列作品《格蘭波普猴》（Gran'pop Monkey），其中採用了英國插畫家勞森·伍德（英语：Lawson Wood）的藝術風格。[42]同時也在這個系列中製作了總共製作了三部卡通短片：如《忙碌的一天》（A Busy Day）、《美容專櫃》（Beauty Shoppe）和《嬰兒跳棋》（Baby Checkers）等。[43]

| 標題             | 發布日期       | 附註                                                                            |
| ---------------- | -------------- | ------------------------------------------------------------------------------- |
| Skeleton Frolic  | 1937年1月29日  | - 「色彩狂想曲動畫系列短片」 - 改編翻拍自「糊塗交響曲動畫系列短片」《骷髏舞》。 |
| 豬小弟的超級服務 | 1937年1月3日   | 「樂一通卡通短片系列」                                                          |
| Baby Checkers    | 1940年         | 「格蘭波普猴動畫系列短片」                                                      |
| Beauty Shoppe    | 1940年11月13日 | 「格蘭波普猴動畫系列短片」                                                      |
| A Busy Day       | 1940           | - 「格蘭波普猴動畫系列短片」 - 伊沃克斯在重返迪士尼前製作的最後一部動畫短片。   |

## 榮譽
| 年份   | 獎項         | 榮譽           | 認可                                                         | 也頒發給                                               | 結果 |
| ------ | ------------ | -------------- | ------------------------------------------------------------ | ------------------------------------------------------ | ---- |
| 1960年 | 奧斯卡獎     | 科技成果獎     | 因為了設計能產生特殊效果和遮罩鏡頭的改良型光學印表機而獲獎。 | 不適用                                                 | 獲獎 |
| 1964年 | 奧斯卡獎     | 最佳視覺效果獎 | 《鳥》                                                       | 不適用                                                 | 提名 |
| 1964年 | 奧斯卡獎     | 奧斯卡榮譽獎   | 因構思和完善彩色移動遮罩合成電影攝影技術而獲獎。             | 該獎項同樣也頒發給了佩特羅·維拉霍斯和沃茲沃思·E·波爾。 | 獲獎 |
| 1978年 | 安妮獎       | 溫瑟·麥凱獎    | 不適用                                                       | 不適用                                                 | 獲獎 |
| 2017年 | 視覺效果工會 | 名人堂獎       | 不適用                                                       | 不適用                                                 | 獲獎 |

## 另見
- 華特·迪士尼 (2015年紀錄片)（英语：Walt Disney (film)）。

### 引用
1. 1 2 3 4  Korkis, Jim. . July 1, 2020  [May 2, 2022]. （原始内容存档于May 6, 2022）.
2. ↑  . April 7, 2016  [May 2, 2022]. （原始内容存档于May 2, 2022）.
3. 1 2  Lenburg 1993，第25頁.
4. ↑  . Britannica.com.   [December 26, 2021]. （原始内容存档于September 10, 2017） （英语）.
5. ↑  Iwerks & Kenworthy 2001，第134頁.
6. ↑  Gabler 2006，第46頁.
7. ↑  Gabler 2006，第47–50頁.
8. ↑  Gabler 2006，第50頁.
9. ↑  Gabler 2006，第56頁.
10. ↑  Gabler 2006，第58頁.
11. ↑  Burnes, Av Brian; Viets, Dan; Butler, Robert W. . Kansas City Star Books. 2002. ISBN 9780971708068 –Google Books.
12. 1 2  Maltin 1987，第189頁.
13. ↑  .   [December 3, 2013]. （原始内容存档于October 19, 2013）.

Sources:
[1] [34.22] [1102.72] (spring [40.71]) (August [63.51])
14. ↑  Apgar 2015，第34–37, 61頁.
15. ↑  Gabler 2006，第109頁.
16. ↑  Gabler 2006，第53頁.
17. ↑  Iwerks & Kenworthy 2001，第54頁.
18. ↑  Apgar 2015，第76頁.
19. ↑  Apgar 2015，第80–81頁.
20. ↑  Gabler 2006，第143頁.
21. ↑  Gabler 2006，第144頁.
22. ↑  Iwerks & Kenworthy 2001，第83-84頁.
23. ↑  Not!, Ripley's Believe It or. . Lethbridge News Now.   [May 7, 2023] （英语）.
24. ↑  Ryan, Jeff. . Post Hill Press. 2018: 181, 184. ISBN 978-1-68261-628-4.
25. ↑  Maltin 1987，第191頁.
26. ↑  Telotte, J. P. . University of Illinois Press. 2008. ISBN 9780252033278 –Google Books.
27. ↑  Marks, Scott. . San Diego Reader. May 19, 2016  [May 2, 2022]. （原始内容存档于May 2, 2022）.
28. ↑  . Disney. May 12, 2020  [July 22, 2023]. （原始内容存档于July 22, 2023） –YouTube （美国英语）.
29. ↑  Iwerks, David Lee. . Library of Congress.   [March 7, 2022]. （原始内容存档于March 7, 2022）.
30. ↑  Iwerks, David Lee. . calisphere.   [March 7, 2022]. （原始内容存档于March 7, 2022）.
31. ↑  . Hollywood Studio Magazine. Sherman Oaks, CA: San Fernando Valley Pub. Co. November 1966  [March 7, 2022]. via: archive.org
32. ↑  Iwerks, David Lee. . Library of Congress.   [March 7, 2022]. （原始内容存档于March 7, 2022）.
33. ↑  . Disney News.   [March 7, 2022]. （原始内容存档于August 1, 2021）.
34. ↑  . The Walt Disney Family Museum. January 19, 2017  [March 7, 2022]. （原始内容存档于March 7, 2022）.
35. ↑  Copyright Office. . Library of Congress. 1962: 224  [March 7, 2022]. （原始内容存档于May 6, 2022） （英语）.
36. ↑  Spry, Jeff. . Syfy Wire. February 1, 2020  [May 2, 2022]. （原始内容存档于May 2, 2022）.
37. ↑  . The Walt Disney Family Museum.   [March 8, 2022]. （原始内容存档于March 8, 2022）.
38. ↑  . The Walt Disney Family Museum.   [March 8, 2022]. （原始内容存档于March 8, 2022）.
39. ↑  Jen Yamato. . Deadline Hollywood. September 9, 2014  [May 12, 2015].
40. ↑  . Academy Film Archive. Academy of Motion Picture Arts and Sciences.   [May 20, 2020]. （原始内容存档于May 6, 2022）.
41. ↑  Stanchfield, Steve. . Cartoon Research. March 20, 2014  [June 10, 2020]. （原始内容存档于January 16, 2019）.
42. ↑  Lenburg 1993，第88頁.

### 書目
- Apgar, Garry. . San Francisco, CA: Weldon Owen. December 22, 2015. ISBN 978-1-61628-672-9. OCLC 1349253324 –Internet Archive.
- Gabler, Neal. . New York: Knopf. 2006. ISBN 978-0-307-26596-8. OCLC 232315401.
- Iwerks, Leslie; Kenworthy, John D. . New York: Disney Editions. 2001. ISBN 978-0-7868-5320-5. OCLC 44669781.
- Lenburg, Jeff. . . New York: Da Capo Press. 1993: 25. ISBN 978-0-306-80521-9. OCLC 1035310767 –Internet Archive.
- Maltin, Leonard. . New York, NY: Plume. 1987 [1980]. ISBN 978-0-452-25993-5. OCLC 1319416533 –Internet Archive.

## 延伸閱讀
- Boje, David M.  (PDF). Academy of Management Journal. August 1995, 38 (4): 997–1035  [March 8, 2022]. doi:10.5465/256618 (不活跃 November 1, 2024).
- Iwerks, Don; Maltin, Leonard. . Los Angeles: Disney Editions. 2019. ISBN 978-1-4847-4337-9. OCLC 1133108493.
- Iwerks, Leslie. . via: TCM. Leslie Iwerks Productions, Walt Disney Pictures. December 17, 2008.

## 外部連結
- 维基共享资源上的相關多媒體資源：乌布·伊沃克斯
- Ub Iwerks在互联网电影资料库（IMDb）上的資料（英文）
- 乌布·伊沃克斯收錄於維基文庫中的作品
- 在Find a Grave上的乌布·伊沃克斯
- Ub Iwerks - Inducks （页面存档备份，存于）
- Disney Legends （页面存档备份，存于）